# Tire si tu veux vivre
Pour plus de détails, voir Fiche technique et Distribution.
Tire si tu veux vivre (Se vuoi vivere... spara!) est un western spaghetti italien sorti en 1968, réalisé par Sergio Garrone.

## Synopsis
Johnny Dark arrive dans une ville où le shérif collabore avec un chasseur de primes et le propriétaire d'un saloon de façon frauduleuse. Les nouveaux arrivés sont invités à jouer au poker et accusés de tricher, puis emprisonnés par le shérif. Il les laisse fuir, puis charge le chasseur de primes de les rattraper, avec une prime à la clé. Johnny tombe dans ce piège infernal ; bien que blessé, il parvient à échapper au chasseur de primes. Accueilli au ranch de McGowan, il est soigné par Sally, dont il tombe amoureux.
Or le ranch se trouve sur un terrain que le chemin de fer doit traverser. Comme McGowan refuse de vendre sa terre, il est attaqué par une bande qui massacre tous les employés mexicains. Seule Sally peut s'enfuir. Johnny intervient et détourne la bande vers un autre lieu, puis revient vers Sally.

## Fiche technique
- Titre français : Tire si tu veux vivre
- Titre original italien : Se vuoi vivere... spara!
- Genre : Western spaghetti
- Réalisateur : Sergio Garrone (sous le pseudo de Willy S. Regan)
- Scénario : Franco Cobianchi, Sergio Garrone
- Production : Elsio Mancuso pour Cinegar, G.V Film
- Photographie : Sandro Mancori
- Montage : Giuseppe Giacobino
- Musique : Vasili Kojucharov, Elsio Mancuso (comme Vasco Mancuso)
- Décors : Elio Micheli
- Costumes : Elio Micheli
- Maquillage : Luciano Giustini
- Année de sortie : 1968
- Durée : 97 minutes
- Format : couleur - 2,35:1 - son mono
- Langue : italien
- Pays :  Italie
- Distribution en Italie : Indipendenti Regionali
- Date de sortie en salle en France : 24 février 1971[1]

## Distribution
- Ivan Rassimov (sous le pseudo de Sean Todd) : Johnny Dark
- Giovanni Cianfriglia (sous le pseudo de Ken Wood) : Stark
- Riccardo Garrone (sous le pseudo de Rick Garrett) : Donovan
- Isabella Savona : Sally McGowan
- Franco Cobianchi (sous le pseudo de Peter White) : Alvarez
- Tom Felleghy : Marlow
- Christel Penz : Paquita
- Aldo Cecconi (sous le pseudo de Jim Clay) : Hans Muller
- Enzo Consoli : un joueur de poker
- Renato Mambor : Dick Logan
- Adriano Micantoni : Sam McGowan
- Valentino Macchi
- Franco Cecconi : Tommy McGowan
- Bruno Arié (non crédité) : Slim
- Mimmo Poli (non crédité) : barman